# Средња школа „17. септембар”
Средња школа „17. септембар” је образовна установа основана 26. априла 1979. године на заједничкој седници свих већа Скупштине општине Лајковац, а прва генерација ђака своје школовање започела је 1. септембра 1979. године. У садашњој школској згради школа ради од 1980. године.
У средњој школи „17. септембар” ученици се школују у областима машинства и обраде метала, електротехнике и економије, права и администрације.

## Оснивање самосталне средње школе
Отварање издвојеног одељења у Лајковцу, 1. септембра 1977. године, при Економској школи „25. мај” из Ваљева претходило је основању средње школе „17. септембар”. У почетку су у школи образовани само ученици прва два разреда. Школски простор и учионице су биле у оквиру данашњег вртића „Лептирић”. У школи је тада било запослено око двадесетак наставника. 
Убрзаним развојем привреде расла је потреба за отварањем самосталне средње школе у Лајковцу, а увођењем усмереног образовања, створили су се и услови за њено оснивање. Зато је 26. априла 1979. године, на захтев Скупштине општине Лајковац, донета одлука о оснивању средње школе у Лајковцу. У садашњој школској згради, школа ради од 1980. године. Наредних година школа је верификовала следеће струке и профиле:
- Правна струка: техничар за управне послове
- Економска струка: рачуноводствени техничар, економски техничар
- Прехрамбена струка: техничар прехрамбене струке, млекар техничар
- Текстилна струка: конфекционар
- Машинска струка: бравар монтер, механичар за пољопривредне машине, монтер металних конструкција, бравар, металостругар, машински техничар, аутомеханичар, електрозаваривач, електромеханичар за мерне и регулационе уређаје
- Електротехничка струка: електромонтер мрежа и постројења, електротехничар аутоматике, електромеханичар за машине и опрему, електромеханичар за мерне и регулационе уређаје, електротехничар рачунара.[1]

## Директори школе од оснивања
Дужност директора школе од њеног оснивања до данас обаваљали су:
- Драган Гајић, професор српског језика, који је пре оснивања био организатор наставе издвојеног одељења школе „25. мај” из Ваљева
- Ратко Мирковић, професор српског језика, директор школе од септембра 1980. до 03. 09. 1984. године
- Војислав Миљанић, професор историје, директор од 3. септембра 1984. до 10. 04. 1993. године
- Иван Крушкоња, професор филозофије и социологије, директор је од 10. априла 1993. године до 09. 07. 2018.
- Косана Грчић, професор биологије, директор је од 9. јула 2018. до 01. марта 2025. године. [1]
- Данијела Богдановић, мастер професор физичког васпитања и спорта, директор је од 03. марта 2025. године.

## Догађаји
Средња школа „17. септембар” учесник је различитих догађаја и пројеката, од којих су неки:
- Европска недеља програмирања - EU Code Week [3]
- Глобални математички пројекат - Global Math Project[4]
- Дан безбедног интернета - Safer Internet Day[5]
- Ноћ музеја[6]
- Недеља сајбер безбедности - Cybersecurity Career Awareness Week[7]
- Недеља дигиталних вештина - All Digital Week[8]
- eTwinning пројекти[9]
- Курсеви Oracle академије[10]
- Кампања о развоју СТЕМ-а - STEM Discovery Campaign [11]
- Сат програмирања - Hour of Code [12]
- Дан интелигенције[13]
- Прослава дана Светог Саве[14]
- SySTEM2020[15]
- Дан броја Пи - Pi Day[16]

## Галерија
- Зграда школе
- Улаз у зграду школе
- Службени улаз у школу
- Школско двориште
- Зграда школе са бочне стране
- Зграда школе са предње стране